# Jorge Oteiza
Jorge Oteiza Enbil (Orio, Guipúscoa, 25 de outubro de 1908 — Donostia, Guipúscoa, 9 de abril de 2003) foi um famoso escultor, desenhador, pintor e escritor basco, nascido na região de Navarra.

## Biografia
Modernista declarado, publicou em 1962 o livro Quosque tandem, o qual tratava da arte pré-histórica no País Basco, período no qual muito se inspirou.
De grande importância para Espanha e, essencialmente para o País Basco, as suas obras podem ser vistas nos melhores museus do seu país e da Europa. A Desordenação do Espaço, por exemplo, uma das suas obras mais conhecidas, encontra-se actualmente exposta no Museu Nacional Centro de Arte Reina Sofia, ao lado de obras como Guernica, de Pablo Picasso, Espírito dos pássaros, de Eduardo Chillida, e Forma, de Mateo Inurria.